# コックサッカーブルース
『コックサッカーブルース』は、村上龍のミステリー仕立ての長編小説。

## あらすじ
各界のVIPの参加する秘密SMパーティーで、女の子が一人を除き全員電気ノコギリで切り刻まれた。
小さな出版社を経営する堀坂進太郎。ある日彼の別居中の妻の服を着た見知らぬ女を上がり込ますことになる。それが発端となり、SMモデルをしている女の剥ぎ取られた爪が送られて来るなど様々な変態性欲者と関わることになる。やがて堀坂は「SMの天才」という女を追いかけていく。

## 刊行リスト
- 1991年5月1日、小学館 刊、ISBN 9784093793919

| スタブアイコン | サブスタブ | この項目は、まだ閲覧者の調べものの参照としては役立たない、文学に関連した書きかけの項目です。この項目を加筆・訂正などしてくださる協力者を求めています（P:文学、PJ:ライトノベル）。項目が小説家・作家の場合には{Writer-substub}を、文学作品以外の本・雑誌の場合には{Book-substub}を貼り付けてください。 |